# أتمتة التوزيع المتقدمة
أتمتة التوزيع المتقدمة هي مصطلح صيغ بواسطة مشروع الشبكة الذكية «إنتيلي جريد» في شمال أمريكا ليصف امتداد التحكم الذكي من خلال وظائف شبكة الطاقة الكهربائية إلى مستوى التوزيع وأكثر. ولها علاقة بأتمتة التوزيع الممكن تفعيلها بواسطة الشبكة الذكية. إن شبكة الطاقة الكهربائية عادة ما تقسم إلى نظام نقل الطاقة الكهربائية ونظام توزيع الطاقة الكهربائية. فنظام نقل الطاقة الكهربائية عادة ما يعمل على جهد فوق 110 كيلو فولت، أما أنظمة التوزيع الكهربائية فتعمل على جهد أقل. في العادة، ان المرافق الكهربائية بنظام السكادا تمتلك تحكم شامل على مستوى معدات النقل، وتحكم متنامي على مستوى معدات التوزيع بواسطة أتمتة التوزيع. مع ذلك، فإنها غالبا لا تستطيع التحكم بكيانات أصغر مثل مصادر الطاقة الموزعة والمباني والمنازل. في حين يمكن أن يكون من المفيد مد شبكات التحكم لهذه الأنظمة لعدة أسباب:
- توليد الطاقة الموزعة ذات أهمية متزايدة في شبكات الطاقة حول العالم. هذا النوع من التوليد بإمكانه دعم شبكات الطاقة المحلية أثناء انقطاع التيار الكهربائي، وتخفيف الأعمال على خطوط النقل للمسافات الطويلة، ولكن يمكن أيضا أن تربك استقرار الشبكة إذا لم تدار بالشكل الصحيح. عادة مراكز التحكم بالمرافق لا تتمكن من إدارة المولدات الموزعة مباشرة الأمر الذي يجعل منها ذات إمكانيات قيمة في المستقبل.
- الأحمال الصناعية والسكنية يمكن السيطرة عليها على نحو متزايد من خلال آلية الاستجابة للطلب على الطاقة. على سبيل المثال، خلال فترات ذروة الطلب على الكهرباء في فصل الصيف، يمكن لمركز التحكم بالمرافق أن يرفع درجة حرارة المنظم الحراري في المنازل المشتركة ببرنامج تقليص الأحمال، وذلك بشكل مؤقت لتقليل الحمل الكهربائي من عدد كبير من المستهلكين بدون التأثير الملحوظ على مستوى راحتهم. وعادة ما يتم تعويض المستهلكين المشاركين في مثل هذا البرنامج.
- لتمكين إدارة جانب الطلب، حيث المنازل والشركات وحتى المركبات الكهربائية من الممكن لها ان تستقبل إشارات التسعير المباشرة في نفس الوقت من شركات التوزيع وبفعالية يمكن لهم أن يضبطوا طريقة استهلاك الطاقة الخاص بهم لتقليل التكلفة. وهذا من شأنه ان يحافظ على اسقلالية العملاء ويخفف من قضايا الخصوصية.
- إزالة أو تقليل وقت انقطاع الكهرباء عن طريق كسب المزيد من النفاذية ودقة الإصلاح التلقائي، وهذا من خلال استعمال أجهزة الاستشعار ونظم التحكم المضمنة في نظام التوزيع.